# Andreas Stauff
Andreas Stauff (Frechen, Rin del Nord-Westfàlia, 22 de gener de 1987) és un ciclista alemany, ja retirat, que fou professional del 2007 al 2015. És fill dels també ciclistes Beate Habetz, campiona del món de carretera el 1978, i Werner Stauff, campió alemany amateur en ruta el 1986.
El bon paper que va fer al Tour de l'Avenir de 2009 li va permetre fitxar pel Quick Step l'any següent. El 2012 fitxà pel Team Eddy Merckx-Indeland i el 2013 pel MTN Qhubeka, equips on no va aconseguir resultats destacats. El 2019 passà a exercir de director esportiu de l'equip Lotto-Kern-Haus.

## Palmarès
- 2008
  - Vencedor d'una etapa de la Volta a Brandenburg
- 2009
  - Vencedor d'una etapa del Tour de l'Avenir i 1r a la classificació per punts.
  - Vencedor de 2 etapes de la Volta a Turíngia

### Resultats a la Volta a Espanya
- 2010. 145è de la classificació general